# Кробелевко
Кробелевко (пол. Krobielewko) — село в Польщі, у гміні Сквежина Мендзижецького повіту Любуського воєводства.
Населення — 135 осіб (2011).
У 1975-1998 роках село належало до Гожовського воєводства.

## Демографія
Демографічна структура станом на 31 березня 2011 року:
|          | Загалом | Допрацездатний вік | Працездатний вік | Постпрацездатний вік |
| -------- | ------- | ------------------ | ---------------- | -------------------- |
| Чоловіки | 64      | 7                  | 51               | 6                    |
| Жінки    | 71      | 19                 | 39               | 13                   |
| Разом    | 135     | 26                 | 90               | 19                   |